# Karl Theiner
Karl Helmuth Theiner (ur. 19 maja 1914, zm. 10 czerwca 1955) – zbrodniarz hitlerowski, sanitariusz pełniący służbę w niemieckich obozach koncentracyjnych w stopniu SS-Unterscharführera.
W latach 1940–1944 pełnił służbę jako sanitariusz SS w obozach Dachau, Sachsenhausen, Vaivara i Gusen. We wszystkich tych obozach mordował więźniów zastrzykami fenolu i znęcał się nad nimi na inne sposoby. Dodatkowo w Dachau i Sachsenhausen brał udział w okrutnych pseudoeksperymentach medycznych oraz w masowej eksterminacji jeńców radzieckich. Po zakończeniu wojny Theiner został osądzony przez wschodnioniemiecki sąd w Berlinie i skazany 4 lutego 1955 na karę śmierci. Wyrok wykonano w czerwcu 1955.